# Dick Clark
Richard Wagstaff Clark (Nova Iorque, 30 de novembro de 1929—Los Angeles, 18 de abril de 2012) foi uma personalidade norte-americana da televisão e rádio, além de produtor televisivo. Ele apresentou o programa American Bandstand de 1956 a 1989, cinco versões do game show Pyramid entre 1973 e 1988, e o especial Dick Clark's New Year's Rockin' Eve, que transmitia as celebrações de Ano Novo na Times Square, em Nova York.

Como apresentador do American Bandstand, Clark introduziu o rock and roll a muitos americanos. O programa proporcionou a diversos artistas musicais sua primeira exposição ao público nacional, incluindo The Supremes, Ike & Tina Turner, Smokey Robinson and the Miracles, Stevie Wonder, Simon & Garfunkel, Iggy Pop, Prince, Talking Heads e Madonna. Episódios apresentados por ele foram pioneiros ao reunir artistas negros e brancos no mesmo palco e ao permitir que a plateia no estúdio se sentasse sem segregação racial. O cantor Paul Anka declarou que o Bandstand foi responsável por criar uma "cultura jovem". Devido à sua aparência constantemente jovial e ao público majoritariamente adolescente do programa, Clark ficou conhecido como "o adolescente mais velho da América" ou "o adolescente mais velho do mundo".